# Franziska Erbstollen

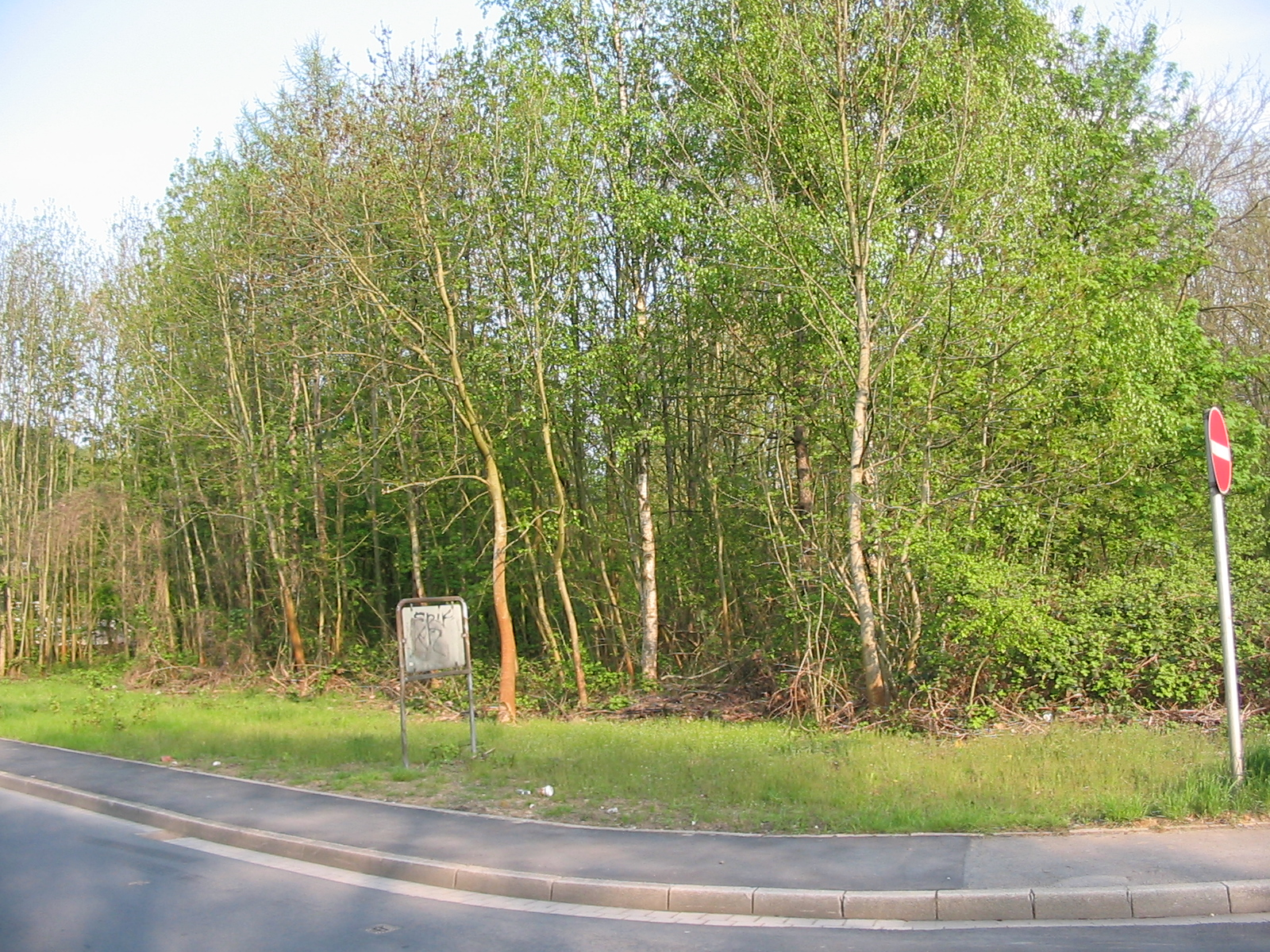
Bodendenkmal Franziska-Erbstollen in Witten

Der Franziska Erbstollen ist ein Stollen in Witten.
Die Erbgerechtigkeit für diesen Stollen wurde erstmals 1772 erteilt und 1783 sowie 1823 erneuert. Er diente zur Entwässerung der Zechen Franziska, Verlorene Posten, Portbank, Stuchtey, Franziska Fortsetzung, Hamburg und Augustus (siehe auch Zeche Vereinigte Hamburg und Franziska). 1925 wurde der Stollen, in dem auch Steinkohle gefördert wurde, stillgelegt.
Nach wie vor aber fließt über den Franziska Erbstollen Grubenwasser ab. Dieses ist eisenhaltig und das Gewässerbett durch infolge von Oxidation ausgefälltes Eisen(III)-oxidhydrat („Eisenocker“) orangebraun gefärbt.